# Mỹ Hương (phường)
Mỹ Hương là một phường cũ thuộc thành phố Phan Rang – Tháp Chàm, tỉnh Ninh Thuận, Việt Nam.

## Địa lý
Phường Mỹ Hương nằm ở trung tâm thành phố Phan Rang – Tháp Chàm, có vị trí địa lý:
- Phía đông giáp phường Kinh Dinh
- Phía tây giáp huyện Ninh Phước với ranh giới là sông Dinh
- Phía nam giáp phường Đạo Long
- Phía bắc giáp phường Phủ Hà.

Phường Mỹ Hương có diện tích 0,45 km², dân số năm 2023 là 5.200 người, mật độ dân số đạt 11.555 người/km².

## Lịch sử
Dưới thời Việt Nam Cộng hòa, Mỹ Hương là một thôn thuộc xã Phan Rang, quận Thanh Hải, tỉnh Ninh Thuận.
Sau năm 1975, thôn Mỹ Hương được chuyển thành phường Mỹ Hương thuộc thị xã Phan Rang, tỉnh Thuận Hải.
Ngày 27 tháng 4 năm 1977, Hội đồng Chính phủ ban hành Quyết định 124-CP. Theo đó:
- Giải thể thị xã Phan Rang
- Sáp nhập 6 phường: Mỹ Hương, Tấn Tài, Kinh Dinh, Thanh Sơn, Phủ Hà, Đạo Long vào huyện Ninh Hải để thành lập thị trấn Phan Rang, thị trấn huyện lỵ huyện Ninh Hải.

Ngày 1 tháng 9 năm 1981, Hội đồng Bộ trưởng ban hành Quyết định 45-HĐBT. Theo đó, tái lập thị xã Phan Rang với tên gọi mới là thị xã Phan Rang – Tháp Chàm, đồng thời tái lập phường Mỹ Hương.
Ngày 28 tháng 9 năm 2024, Ủy ban Thường vụ Quốc hội ban hành Nghị quyết số 1198/NQ-UBTVQH15 về việc sắp xếp đơn vị hành chính cấp xã của tỉnh Ninh Thuận giai đoạn 2023 – 2025 (nghị quyết có hiệu lực từ ngày 1 tháng 11 năm 2024). Theo đó, sáp nhập toàn bộ 0,45 km² diện tích tự nhiên, quy mô dân số là 5.200 người của phường Mỹ Hương vào phường Kinh Dinh.